# Pietro Fanna
Pietro Fanna (Grimacco, 23 de junho de 1958) é um ex-futebolista profissional italiano que atuava como meia-atacante.

## Carreira
Pietro Fanna se profissionalizou na Atalanta.

## Seleção
Pietro Fanna integrou a Seleção Italiana de Futebol nos Jogos Olímpicos de 1984, de Los Angeles.